# Беккер, Игорь Борисович
Игорь Борисович Беккер (Изра́иль Бо́рухович; род. 19 января 1932, Кишинёв, Румыния) — молдавский спортивный педагог-методист, журналист, борец и тренер. Автор книг и пособий по вольной и классической борьбе.

## Биография
В начале Великой Отечественной войны эвакуировался с родителями из Кишинёва в кишлак Бузы (Хаймарский сельсовет Самаркандского района УзССР), где он пошёл в третий класс школы. В 1944 году семья вернулась в освобождённый Кишинёв, где Игорь Беккер занялся классической борьбой и поступил в среднюю спортивную школу олимпийского резерва, одновременно работая в отделен рабочего снабжения ДН-2 Кишинёвской железной дороги. В 1950 году был призван в армию, в 1955 году окончил Киевское высшее общевойсковое командное училище. С 1957 года — на политработе (впоследствии майор). В 1968 году закончил заочное отделение Ярославского государственного пединститут имени К. Д. Ушинского. В 1969 году сдал экзамены кандидатского минимума при Вологодском пединституте и подготовил кандидатскую диссертацию на тему «Патриотическое воспитание молодёжи на примерах героической борьбы советского народа против фашизма в период Великой Отечественной войны». После увольнения из армии работал в Комитете по физической культуре и спорту при Совете Министров МССР в отделе пропаганды спорта. С 1980 года работал заместителем директора средней русской школы по патриотическому воспитанию учащихся в Кишинёве. Отличник народного образования республики Молдова (1993), награждён медалью «За особо выдающиеся заслуги в развитии физической культуры и спорта в республике Молдова» (1994).
Работал тренером в кишинёвской спортивной детско-юношеской школе. Автор шести книг по методике тренировок по вольной и греко-римской борьбе, публикаций по истории спортивной борьбы. Мастер спорта СССР.
С 1996 года — в Израиле (Кирьят-Бялик). Был одним из основателей Всеизраильского объединения офицеров и прапорщиков — выходцев из СССР-СНГ. В Израиле опубликовал книги на военную тематику «Памяти павших будьте достойны» (2010), «70 лет Великой победы», «Подвиг и всенародная память» и другие, статьи в русскоязычной периодике.

## Семья
- Родители — Фрейда Ицковна Беккер (1904—1985) и Борух Янкелевич Беккер (1903—1978).
- Братья — Михаил (род. 1947), игрок в настольный теннис, тренер; Пётр (род. 1926), футболист и футбольный тренер, председатель федерации футбола Молдавии.

## Спортивная карьера
- 1947 — чемпион Кишинёва в наилегчайшем весе по классической борьбе (клуб «Буревестник»).
- 1948 — чемпион Молдавской ССР среди юниоров.
- 1949 — участник первенства СССР среди юниоров по классической борьбе (Ленинград, 9 место).
- 1950 — чемпион Кишинёва по вольной борьбе и второе призовое место на чемпионате Молдавской ССР.
- 1951 — чемпион Воронежского военного округа в полулёгком весе.
- 1951—1956 — чемпион Киевского общевойскового командного училища в лёгком весе.
- 1952 — первое место в первенстве Киевского Дома офицеров и второе призовое место Киевского военного округа по второй группе.
- 1953 — первое место среди военно-учебных заведений Киевского военного округа.
- 1956 — второе призовое место в чемпионате Северо-Кавказского военного округа в полусреднем весе.
- 1957—1959 — чемпион Петропавловска-на-Камчатке и Камчатской области в среднем весе.
- 1960 — победитель неофициального первенства пяти городов Дальнего Востока (Хабаровска, Петропавловска-на-Камчатке, Владивостока, Южно-Сахалинска и Магадана) среди воинских частей Дальневосточного военного округа.

## Книги
- Вольная борьба: упражнения и приёмы (с С. В. Семенеевым). Кишинёв: Картя молдовеняскэ, 1976. — 95 с.; второе издание — там же, 1979. — 79 с.
- О борьбе и борцах (с С. В. Семенеевым). Кишинёв: Картя молдовеняскэ, 1983. — 124 с.
- Классическая борьба (с С. В. Семенеевым). Кишинёв: Картя молдовеняскэ, 1986. — 91 с.
- Классическая борьба. Приёмы и упражнения. Кишинёв: Штиинца, 1986. — 112 с.
- Уроки спортивной борьбы. Кишинёв: Лумина, 1993. — 104 с.
- Приёмы рукопашного боя. Кишинёв: Издательство Института повышения квалификации учителей республики Молдова, 1994. — 55 с.